# Кирнеча
Кирнеча (рум. Cârnecea) — село у повіті Караш-Северін в Румунії. Входить до складу комуни Тікваніу-Маре.
Село розташоване на відстані 362 км на захід від Бухареста, 22 км на південний захід від Решиці, 69 км на південний схід від Тімішоари.

## Населення
За даними перепису населення 2002 року у селі проживала 361 особа.
Національний склад населення села:
| Національність | Кількість осіб | Відсоток |
| -------------- | -------------- | -------- |
| румуни         | 264            | 73,1%    |
| цигани         | 88             | 24,4%    |
| українці       | 5              | 1,4%     |

Рідною мовою назвали:
| Мова       | Кількість осіб | Відсоток |
| ---------- | -------------- | -------- |
| румунська  | 265            | 73,4%    |
| циганська  | 88             | 24,4%    |
| українська | 5              | 1,4%     |